# Les Complices de l'aube
Les Complices de l'aube est une mini-série française en neuf épisodes de 15 minutes en noir et blanc, réalisée par Maurice Cazeneuve d'après le roman du même nom de Jacques Decrest (1955), et diffusée du 1er au 9 septembre 1965 sur la deuxième chaîne de l'ORTF.

## Synopsis
Séparée de son mari et de ses enfants depuis trois ans, Jeanne Alzan, travaille comme surveillante dans un grand supermarché de Marseille. Un jour, elle voit deux enfants qui volent des crayons de couleur. Elle est horrifiée car ce sont ses propres enfants…

## Distribution
- Anouk Ferjac : Jeanne Alzan
- Nicole Desailly : Mme Lournot
- Lucien Raimbourg : l'observateur
- Thierry Merville : Pierre
- Mireille Merville : Elise Darnois
- Joëlle Merville : Cilette
- René Alone : le commissaire Decroix
- Jean Juillard : le commissaire Gilles
- Roger Rudel : le narrateur